# Bisdom Forlì-Bertinoro
Het bisdom Forlì-Bertinoro (Latijn: Dioecesis Foroliviensis-Brittinoriensis; Italiaans: Diocesi di Forlì-Bertinoro) is een in de Italiaanse provincie Forlì-Cesena (regio Emilia-Romagna) gelegen rooms-katholiek bisdom met zetel in de stad Forlì. Het bisdom behoort tot de kerkprovincie Ravenna-Cervia, en is samen met de bisdommen Cesena-Sarsina, Rimini en San Marino-Montefeltro suffragaan aan het aartsbisdom Ravenna-Cervia.

## Geschiedenis
Het bisdom Forlì werd in de 4e eeuw opgericht. Als eerste bisschop wordt Mercuriale genoemd. Hij nam deel aan het concilie van Rimini in 359 en stierf in 406. Het bisdom Bertinoro werd opgericht in 1360. Op 30 september 1986 werden beide bisdommen samengevoegd.

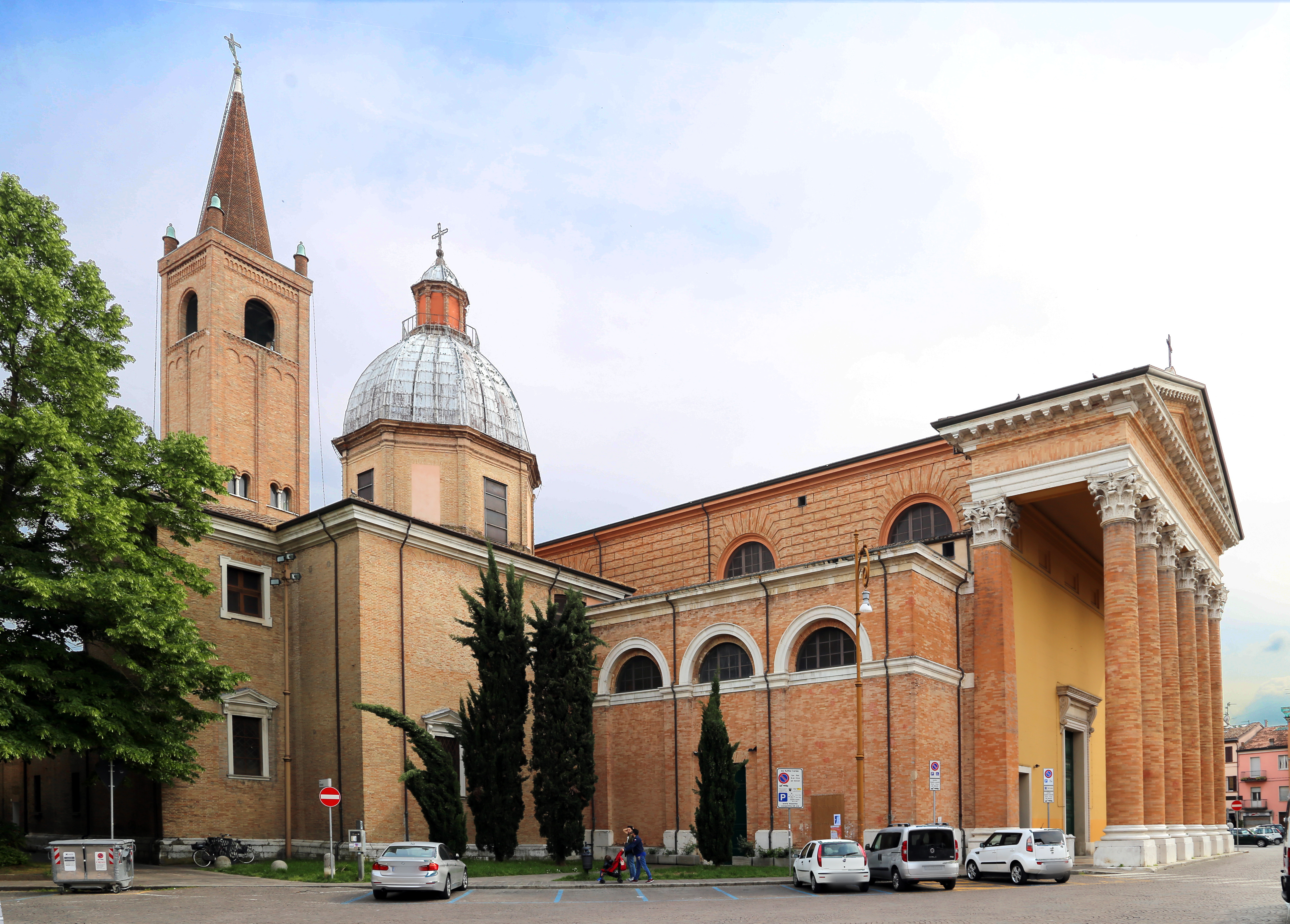
Kathedraal van Forlì
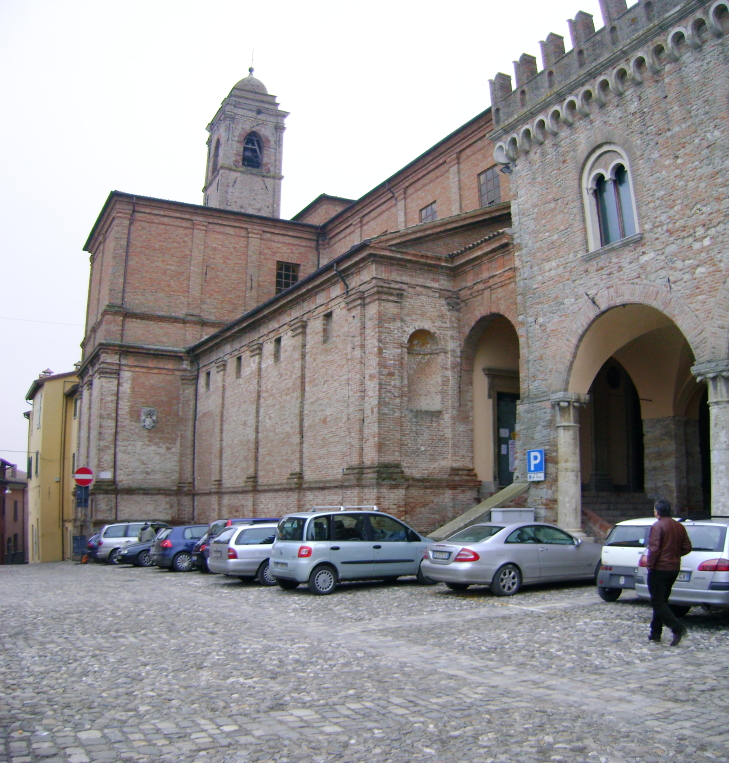
Cokathedraal van Bertinoro